# Abu Alandah
Abu Alandah  este un oraș în nordul Guvernoratului Amman din nordul Iordaniei.